# Guenoas
Os guenoas ou guanoas eram índios patagônicos, que viviam errantes nas terras ao oriente do rio Uruguai, no ângulo sudoeste do estado do Rio Grande do Sul, estendendo-se até o oceano Atlântico. São considerados como sendo os charruas setentrionais.